# Harthteiche
Die Harthteiche sind eine Gruppe von zwei größeren und mehreren kleinen Teichen in der Harthe südlich des Karswaldes bei Dresden.

## Lage
Die Teiche liegen dicht an der Dresdner Stadtgrenze zwischen dem Stadtteil Rossendorf und der Gemeinde Dürrröhrsdorf-Dittersbach in einer von Ost nach West verlaufenden Senke im Quellgebiet des „Kalten Baches“ und werden von einem unbenannten Nebenbach dieses Gewässers gespeist. Im Umfeld finden sich zahlreiche Sicker- und Fließquellen des Kalten Baches. Letzterer mündet in den Schullwitzbach. Offiziell sind die Teiche in Karten als (Großer) Harthteich I und II sowie Kleiner Harthteich verzeichnet.

## Geschichte
Die Harthteiche wurden vermutlich im 18. Jahrhundert als Fischteiche angelegt, indem Erdwälle in die Senke eingebracht wurden. Bis zur Gründung des Zentralinstituts für Kernphysik 1956 lagen die Teiche in einem von den Dresdnern viel besuchten Wandergebiet. Der größte Teich mit ca. 2,5 Hektar Wasserfläche wurde als Badeteich benutzt. Ab 1973 war dieser ein offizielles Freibad, welches 1984 aus sanitären Gründen jedoch schließen musste. Nach der Wende 1989 wurde dieser Teich vom Anglerverein Wesenitztal/Sebnitz e. V. gepachtet. Der Vertrag lief 2014 aus.
An den Harthteichen befindet sich die Freizeitanlage Rossendorf, in der gelegentlich Veranstaltungen, unter anderem das Harthteichfest und seit 1978 das Festival „Jazz am Harthteich“ stattfinden.

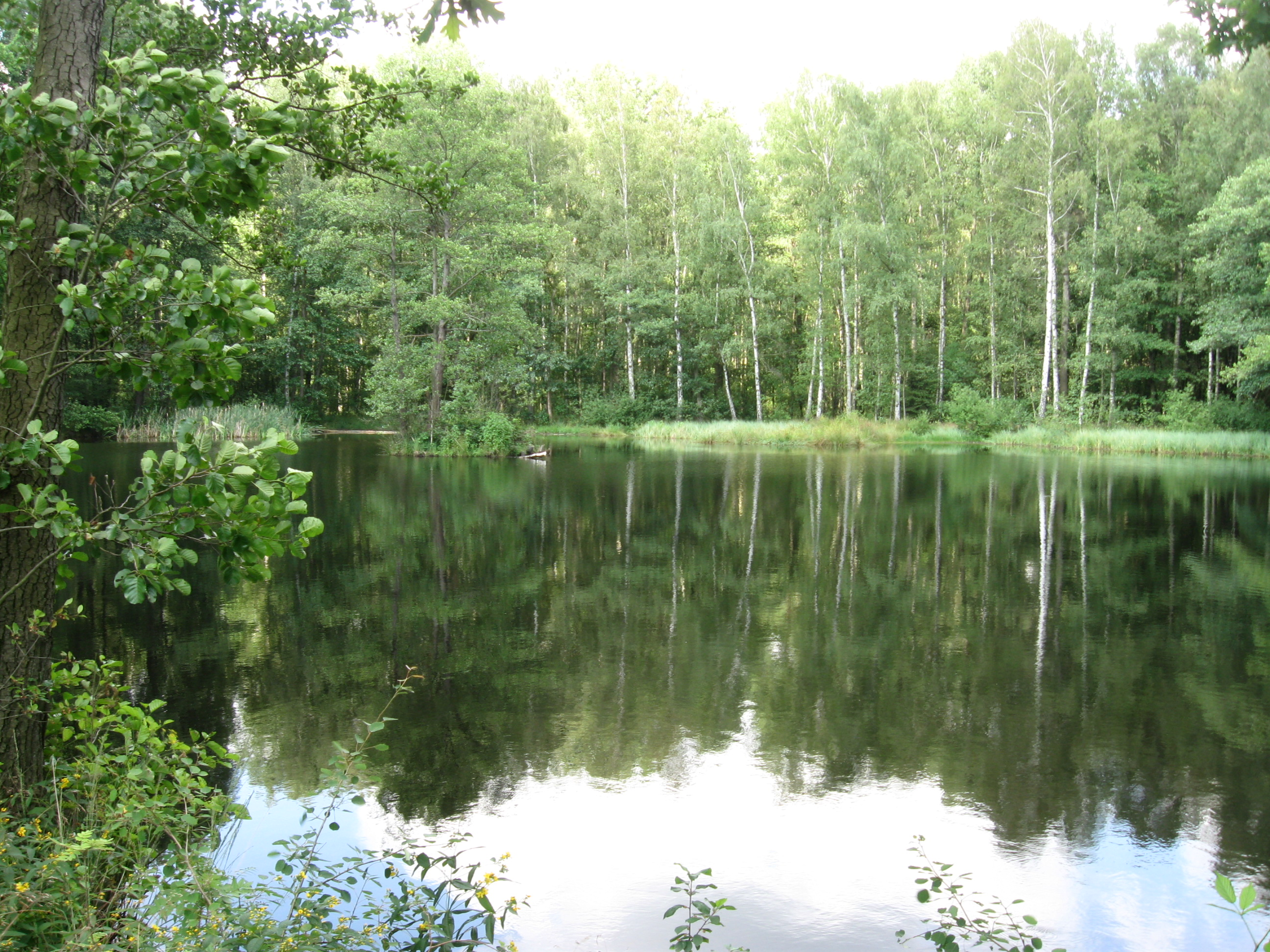
Großer Harthteich; Blick nach Norden
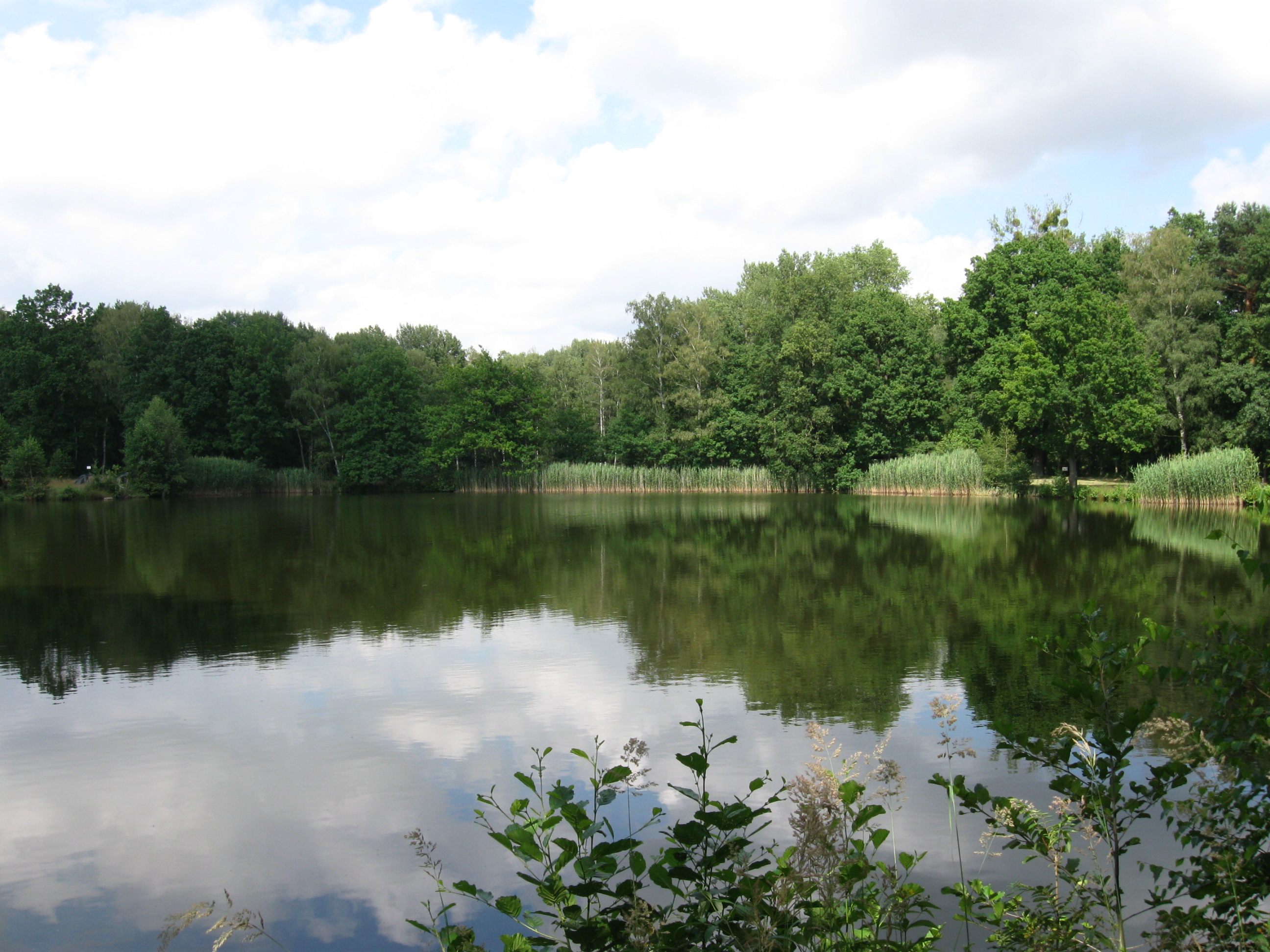
Großer Harthteich, ehemaliges Freibad; Blick nach Osten
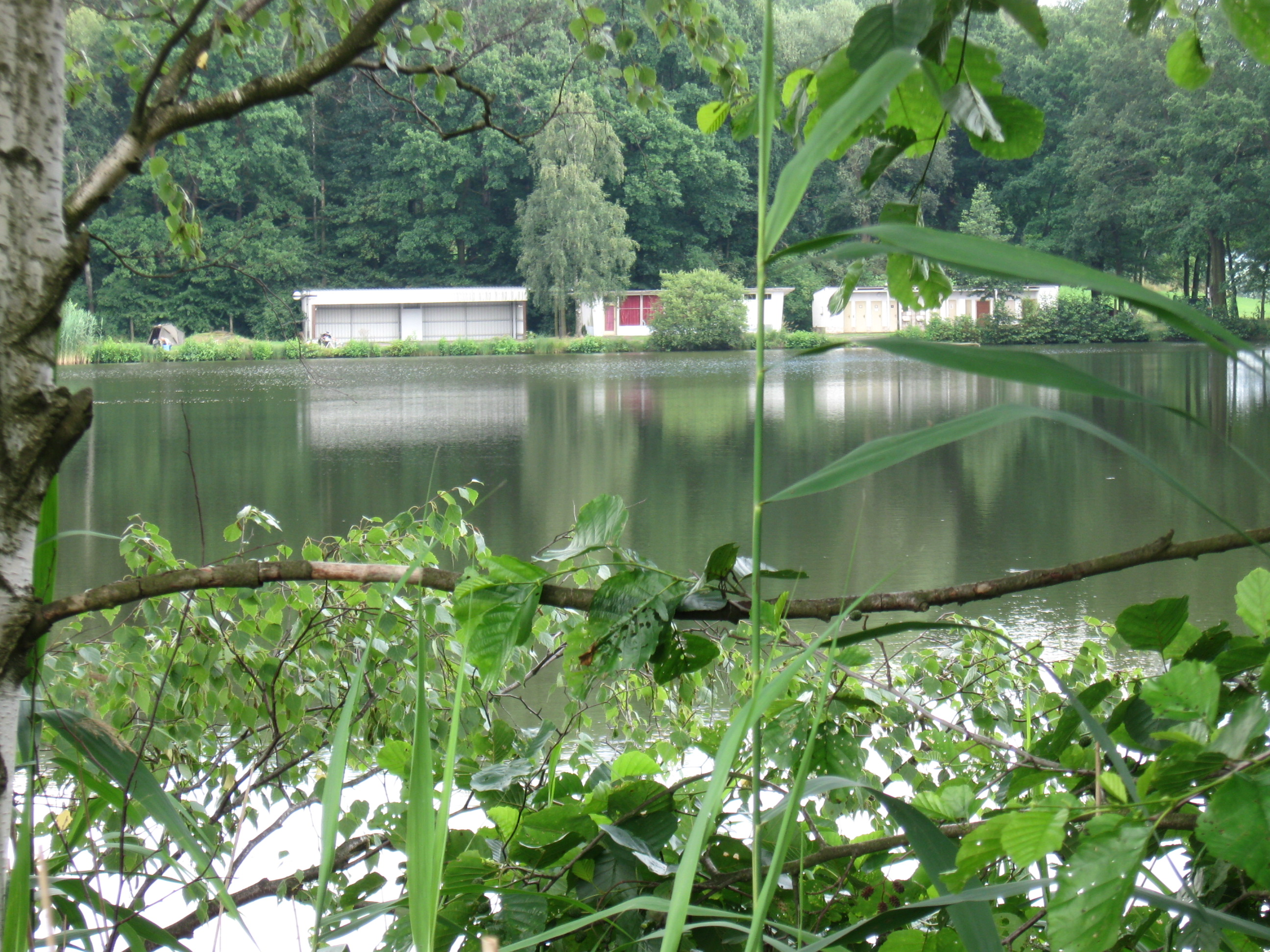
Großer Harthteich, ehemaliges Freibad; Blick nach Süden mit den Freibadgebäuden
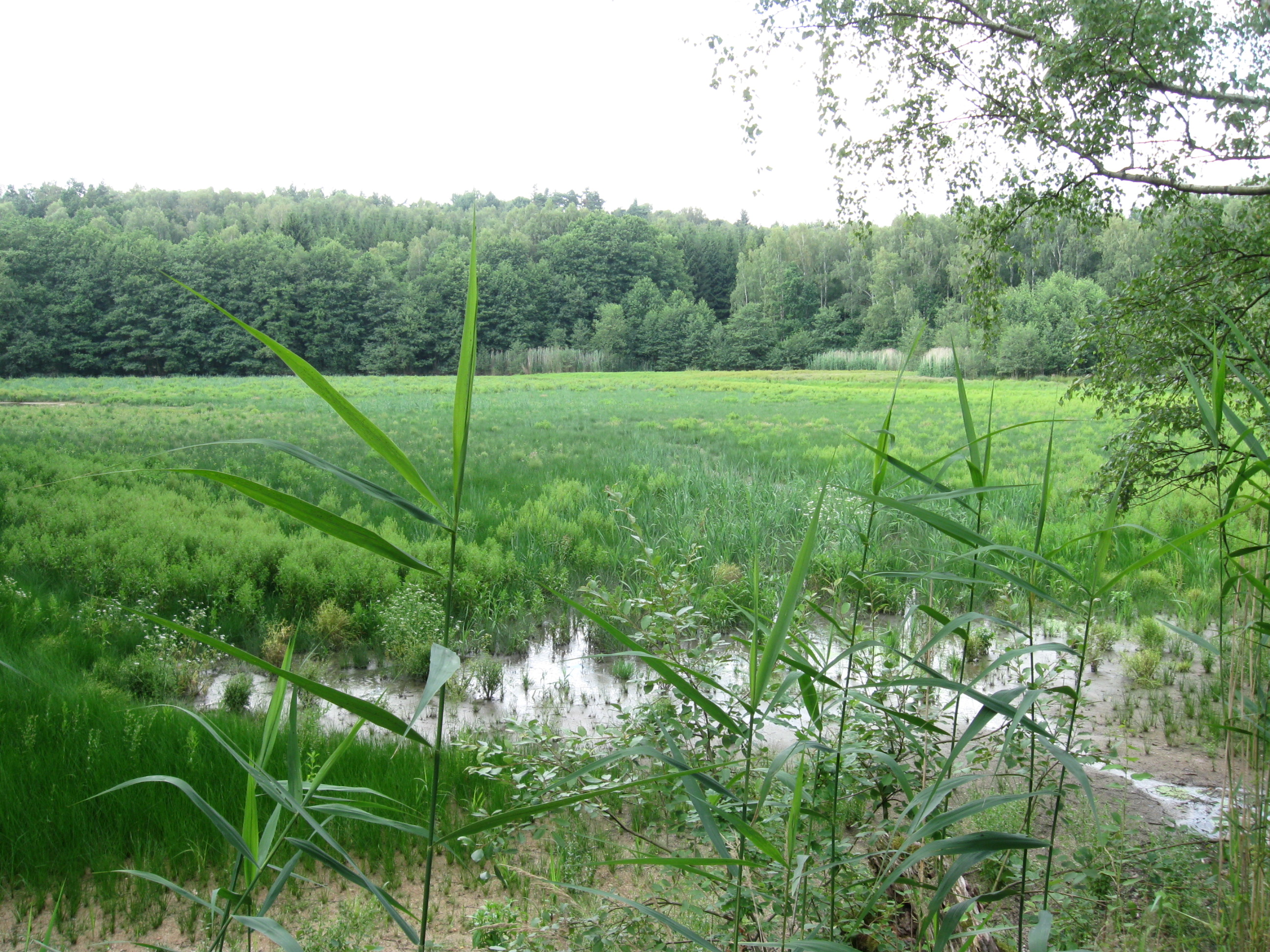
Verlandeter nördlicher Harthteich